# Jan Johnson
Jan Johnson (Jan Eric Johnson; * 11. November 1950 in Hammond; † 23. Februar 2025 in Atascadero) war ein US-amerikanischer Stabhochspringer.

## Sportliche Laufbahn
1971 siegte er bei den Panamerikanischen Spielen in Cali mit einer Höhe von 5,33 m vor seinem Landsmann David Roberts. Im Jahr darauf qualifizierte er sich mit seiner persönlichen Bestleistung von 5,50 m als Dritter der US-Ausscheidungskämpfe für die Olympischen Spiele 1972 in München. Mit einer übersprungenen Höhe von 5,35 m gewann er Bronze hinter Wolfgang Nordwig (5,50 m) und Bob Seagren (5,40 m).
1971 wurde er US-Meister, 1970 für die University of Kansas startend NCAA-Meister und 1972 für die University of Alabama startend NCAA-Hallenmeister.
Jan Johnson war 1,80 m groß und wog in seiner aktiven Zeit 70 kg. Nach Ende seiner aktiven Laufbahn nahm er die Arbeit als Stabhochsprungtrainer beim SkyJumper Vertical Sports Club in Atascadero auf. Zu seinen erfolgreichsten Schützlingen zählen seine Tochter Chelsea, die bei den Leichtathletik-Weltmeisterschaften 2009 die Silbermedaille gewann, und Dean Starkey, Bronzemedaillengewinner der Leichtathletik-Weltmeisterschaften 1997.